# Contea di Mouding
La contea di Mouding (牟定县S, Móudìng XiànP) è una contea della Cina, situata nella provincia di Yunnan e amministrata dalla prefettura autonoma yi di Chuxiong.